# Złote runo

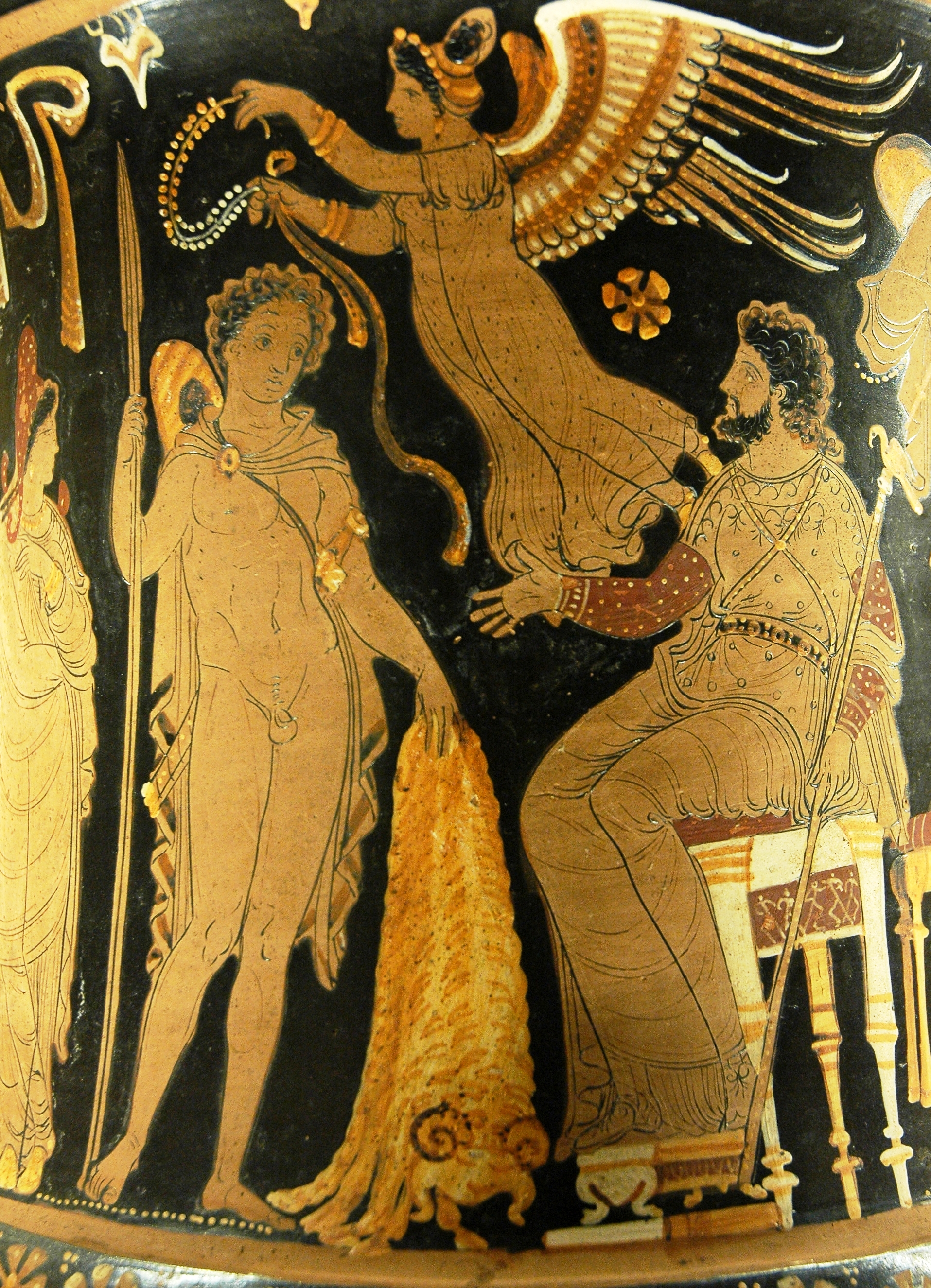
Jazon ze złotym runem

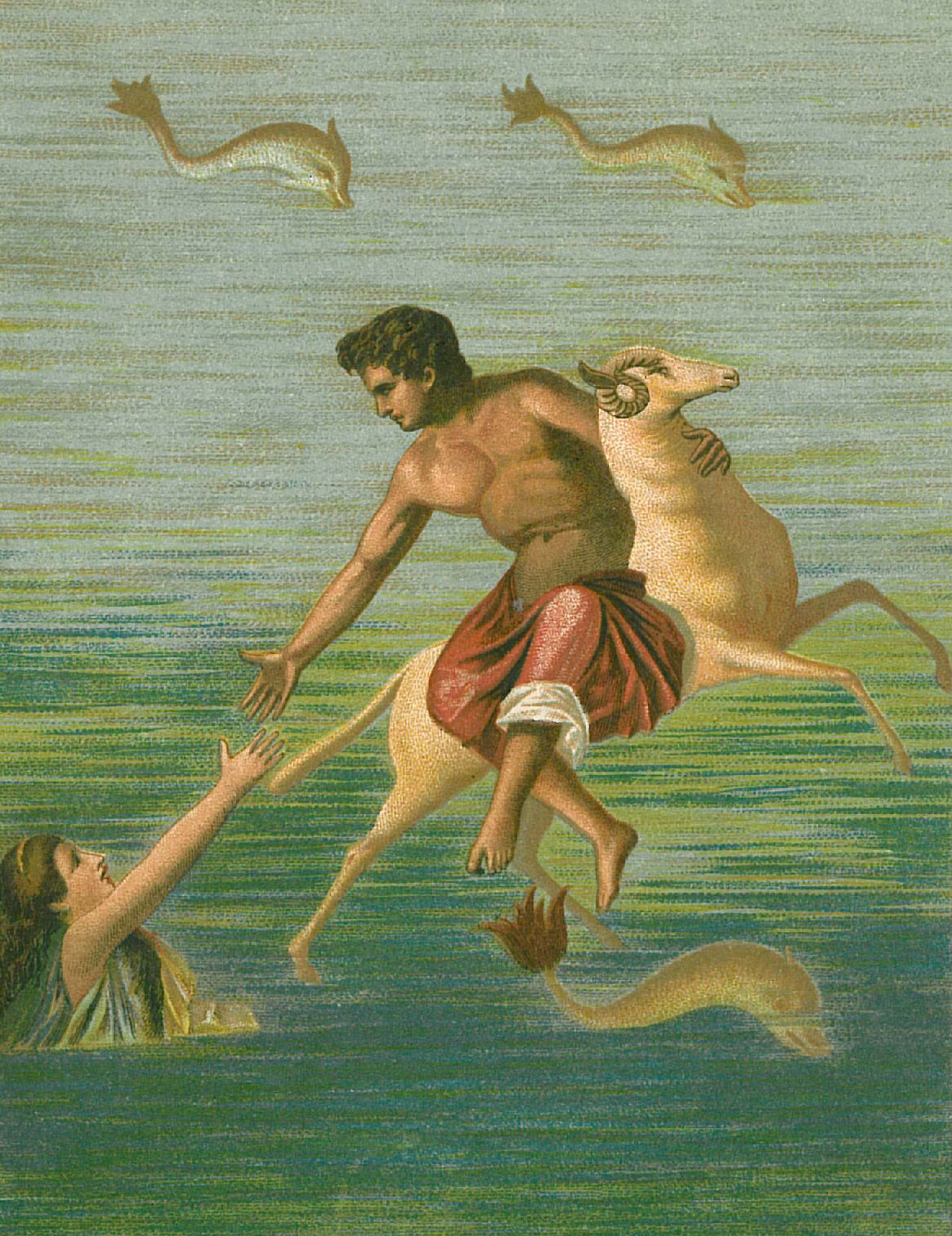
Helle i Fryksos na Chrysomallosie

Złote runo – skóra z sierścią należąca do mitycznego złotego, skrzydlatego barana Chrysomallosa (stgr. Χρυσόμαλλος Chrisomallos, χρυσός-μαλλός - złotowłosy), będąca celem wyprawy Argonautów. Zawieszonego na dębie w gaju Aresa runa zwierzęcia pilnował smok; po jego pokonaniu zabrał je stamtąd Jazon.
Chrysomallos został zesłany zmuszonym do ucieczki dzieciom Atmasa – Helle i Fryksosowi, przez ich zmarłą matkę Nefele. Po ocaleniu i dotarciu do Kolchidy Fryksos złożył go Zeusowi w ofierze. Przez tamtejszego króla Ajetesa runo było uważane za talizman przynoszący szczęście jego krainie. Zgodził się je oddać Jazonowi pod warunkiem dokonania czynów stwierdzających jego siłę i męstwo.
Z mitycznym barankiem o złotym runie kojarzony jest astrologiczny znak zodiaku i gwiazdozbiór Barana.

## Próba wyjaśnienia mitu
Według pewnej interpretacji mit o złotym runie może mieć zupełnie prozaiczne podłoże. W niektórych krajach Azji wykorzystywano skóry baranów do wyławiania drobin złota z rzeki (m.in. w Polsce w Górach Izerskich). Takie „pozłacane” runo suszono następnie w słońcu, a złoty pył strzepywano przed ponownym zanurzeniem skóry w wodzie, lub rozpuszczano rtęcią i amalgamat destylowano albo wyprażano zbierając stopiony metal. Być może Jazon wyprawił się do Kolchidy po złoty skarb mający postać niezwykłej skóry.